# ラジオ・モガディシュ
ラジオ・モガディシュ (ソマリ語: Radio Muqdisho, アラビア語: راديو مقديشو) は、ソマリア連邦政府が運営するソマリアのラジオ局。

## 歴史

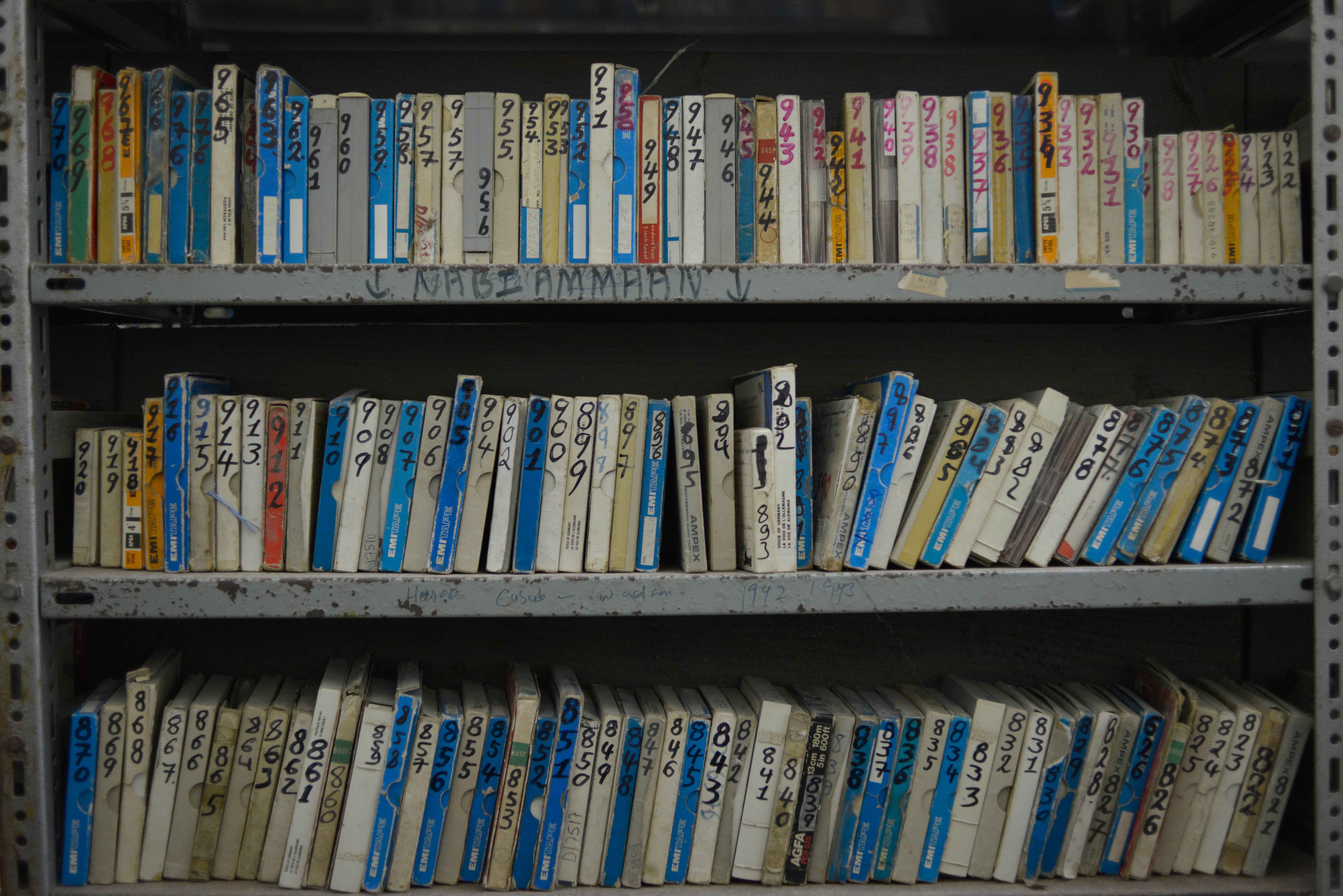
ラジオ・モガディシュ本社のオープンリール

イタリア領ソマリランド時代に設立されたラジオ・モガディシュは当初、ソマリ語とイタリア語の両方でニュースを放送していた。局
でのソマリ語による放送はラジオ・ジブチのソマリ語番組と同時に1957年に始まった。1960年のソマリア独立後、ラジオ・モガディシュはロシアの支援で近代化し、ホームサービスをソマリ語、アムハラ語、オロモ語で提供し始めた。
1991年、ソマリア内戦の勃発によってラジオ・モガディシュは営業を停止し、2001年8月23日、ソマリア前大統領のアブディカシム・サラ・ハッサン率いるソマリア暫定国民政府によってラジオ局が再開された。

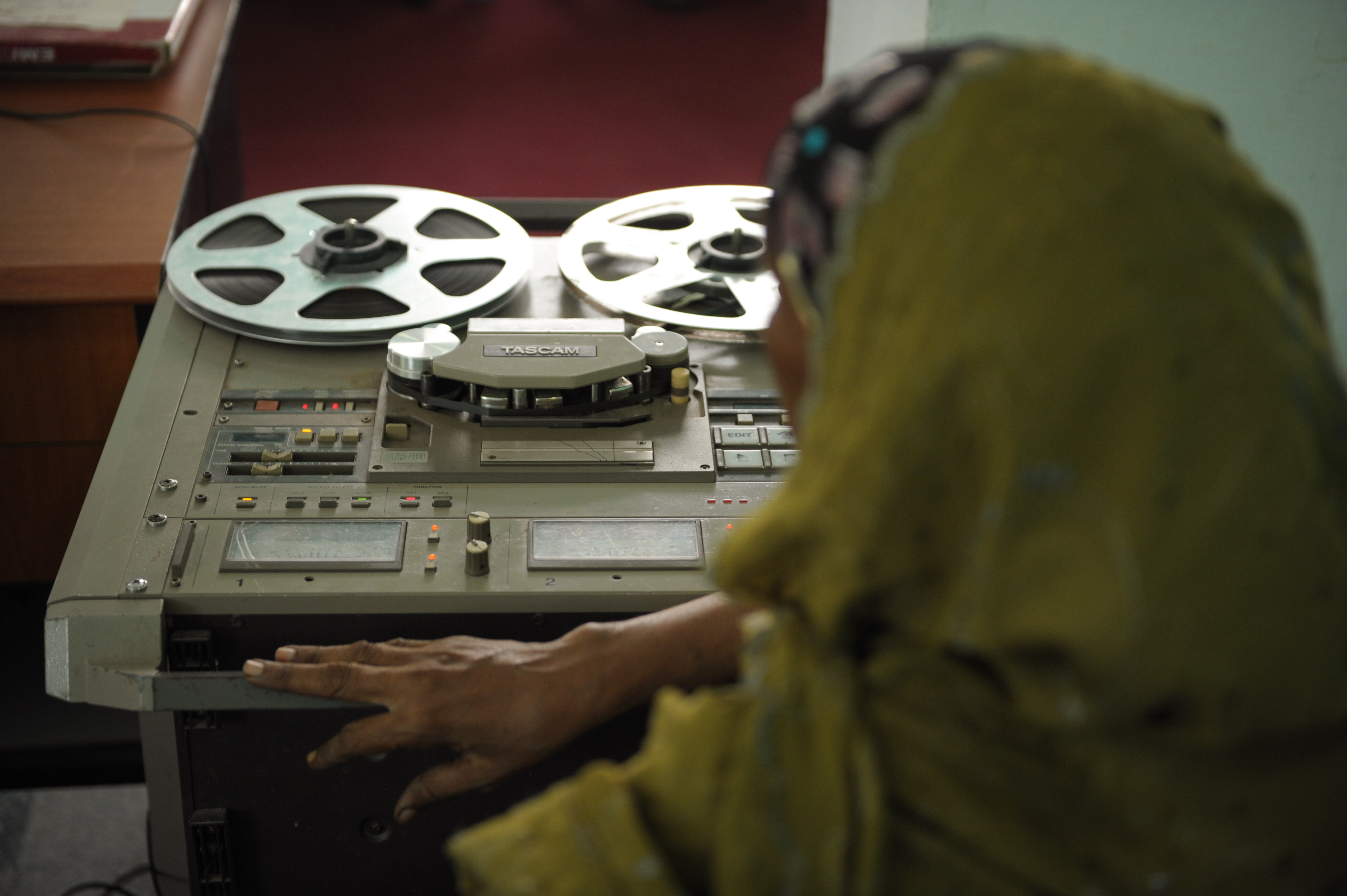
ラジオ・モガディシュのアナログ・デジタル変換機

2011年8月に ソマリア軍が首都を最終的に制圧する前、ラジオ・モガディシュは武装した兵士らに守られ、壁に囲まれた敷地で活動していた。暴力による脅威にもかかわらず、放送局のスタッフらはニュース、トークショー、音楽を定期的に放送していた。
ラジオ・モガディシュは現在、モガディシュのダウンタウンから放送されている。2000年代後半には同名の補完的なウェブサイトも立ち上げており、ソマリ語、アラビア語、英語のニュースを掲載している。2013年からラジオ・モガディシュは1951年からのアーカイブのデジタル化を開始した。
2021年10月、ソマリア情報省とモガディシュのイタリア大使館との合意によって、イタリア語放送が再開されることが発表された。
2022年1月1日からイタリア語放送が毎日午後2時30分から3時00分まで始まり、短いニュース、音楽番組など様々な番組が含まれる。

## スタッフ
現在
- アブディアジズ・M・グレド・アフリカ、ディレクター[7]
- アブディラヒ・ゴルシェ, 編集長[7]
- モハメド・カーフィ・シェイク・アブカル 編集企画 [7]

過去
- モハメド・アブシル・ワルド、ディレクター
- シェイク・ヌール・モハメド・アブケイ, レポーター[7]